# Tóth Károly (ferences szerzetes)
Tóth Károly (Pázmánd, 1814. – Gyulafehérvár, 1879. augusztus 3.) Szent Ferenc-rendi szerzetes, hitszónok, hitoktató, lelkiigazgató.

## Élete
1831-ben lépett a rendbe és 1838-ban pappá szenteltetett. 1842-ben Pozsonyba küldték magyar hitszónoknak; innét 1844-ben Pestre ment teológiai tanárnak és 1853-ban Pestnek Ferenc külvárosában segédlelkész volt. 1860-ban visszahívták Pozsonyba, ahol 1861. novembertől 1862. szeptemberig hittanári foglalkozása közben több helyt hittérítéssel is foglalkozott. 1864-ben letevén a tanítóképző vizsgát gróf Pálffy fiai mellett nevelősködött; ezt az állását elhagyván 1870-ben Fogarasy Mihály erdélyi püspök által Gyulafehérvárra hivatott az ottani iskolák hittan tanárának.

## Munkái
- Gyónási és áldozási ájtatosság gyermekek számára. Kiadja a jó és olcsó könyvkiadó társulat. Pest, 1851 (Németül. Uo. 1851)
- Az Istenfélő gyermek vagyis imakönyv gyermekek és ifjak számára. Uo. 1852 (4. kiadás 1867. Uo. Ujabb kiadás. Bpest, 1870. Németül. Pest, 1852 és Eger, 1861, képpel)
- A boldogságos szűz Mária szombatja ... Üdvösséges emlékezetek és oktatások ... Irta Estoras Pál nádor ispány. Az eredeti után kijavítva, ötvenhét szép képpel ellátva és Sz. Imre és Sz. László életleírásával és csodatetteik megemlítésével bővítve ... (3. és 4. kiadás. Pest, 1858. 5. k. 1861, 6. k. 1868, 7. k. 1873. Uo. 8. k. Bpest, 1880, 9. k. 1883, 10. k. 1884, 11. k. 1889, 12. k. 1893, 13. k. 1896, 14. k. 1898, 15. k. 1902. Uo. Németül: 3. k. 1890, 1898 Bpest)
- Életleírása Assisi Sz. Ferencz rendéből származó 23 japáni vértanúnak, kik 1862. jún. 5. a szentek sorába iktattattak. Németből magyarítása, Pest, 1863